# Bernard Blaut
Bernard Adolf Blaut (né le 3 janvier 1940 à Krappitz et mort le 19 mai 2007 à Varsovie) est un footballeur puis entraîneur de football polonais.

## Biographie
Blaut est assistant du sélectionneur polonais Antoni Piechniczek lors de la Coupe du monde 1986.

## Palmarès
- 36 sélections et 3 buts en équipe de Pologne entre 1960 et 1971
- Champion de Pologne en 1969 et 1970 avec le Legia Varsovie
- Vainqueur de la Coupe de Pologne en 1964 et 1966 avec le Legia Varsovie